# Rednex
Rednex – szwedzki zespół tworzący muzykę będącą mieszanką gatunków country oraz w niektórych piosenkach motywów pieśni Indian amerykańskich.
Nazwa zespołu jest umyślnie zniekształconą formą amerykańskiego terminu rednecks, stosowanego dla mieszkańców południowych stanów USA.
Janne Ericsson, Örjan Öberg oraz Pat Reiniz, trzech szwedzkich producentów, którzy spróbowali wymieszać muzykę country z muzyką techno, postanowiło powołać do życia Rednex. Zadecydowali o odświeżeniu tradycyjnej pieśni ludowej, „Cotton-Eyed Joe”, i przedstawienia jej w postaci współczesnej muzyki tanecznej.
W roku 2000 również singel „Spirit of the Hawk”, pochodzący z albumu Farm Out zdobył znaczną popularność w europejskich dyskotekach.
Rednex wystawił się na sprzedaż za 2 900 000 dolarów. W cenie tej jest zespół oraz wszystko, co do niego należy wraz z prawami autorskimi do utworów oraz nazw.
Wystawił też wszystkie swoje utwory, w tym najnowszy „Devil's on the Loose” na The Pirate Bay do ściągnięcia za darmo wraz z darmowymi dodatkami oraz informacjami w plikach PDF.

## Dyskografia
- 1995 „Sex & Violins”
- 2000 „Farm Out”
- 2003 „The Best of the West”
- 2010 „Saturday Night Beaver”

## Single
| Rok  | Nazwa                               | Szwecja | Australia | Austria | Belgia | Finlandia | Francja | Niemcy | Holandia | Nowa Zealandia | Norwegia | Szwajcaria | Europa | Wielka Brytania | USA Hot 100 |
| ---- | ----------------------------------- | ------- | --------- | ------- | ------ | --------- | ------- | ------ | -------- | -------------- | -------- | ---------- | ------ | --------------- | ----------- |
| 1994 | „Cotton-Eyed Joe”                   | 1       | 8         | 1       | -      | -         | 10      | 1      | 1        | 1              | 1        | 1          | -      | 1               | 25          |
| 1994 | „Old Pop in an Oak”                 | 1       | 70        | 1       | 32     | -         | 50      | 2      | 11       | 7              | 1        | 2          | -      | 12              | -           |
| 1995 | „Wish You Were Here”                | 3       | -         | 1       | 25     | -         | -       | 1      | 26       | -              | 1        | 1          | -      | -               | -           |
| 1995 | „Wild 'N Free”                      | 37      | -         | 12      | -      | 11        | -       | 18     | -        | -              | -        | 24         | -      | 55              | -           |
| 1995 | „Rolling Home”                      | 32      | -         | 18      | -      | -         | -       | -      | -        | -              | -        | -          | -      | -               | -           |
| 1997 | „Riding Alone”                      | -       | -         | -       | -      | -         | -       | -      | -        | -              | -        | -          | -      | -               | -           |
| 1999 | „The Way I Mate”                    | 7       | 72        | 22      | -      | -         | -       | -      | 58       | -              | -        | 37         | -      | -               | -           |
| 2000 | „The Spirit of the Hawk”            | 10      | -         | 1       | -      | -         | -       | 1      | 78       | -              | -        | 3          | -      | -               | -           |
| 2000 | „Hold Me for a While”               | -       | -         | 16      | -      | -         | -       | -      | -        | -              | -        | 19         | -      | -               | -           |
| 2001 | „The Chase”                         | -       | -         | 44      | -      | -         | -       | -      | -        | -              | -        | 54         | -      | -               | -           |
| 2002 | „Cotton Eye Joe 2002”               | -       | 81        | 32      | -      | -         | -       | -      | -        | -              | -        | -          | -      | -               | -           |
| 2006 | „Mama Take Me Home”                 | 3       | -         | -       | -      | -         | -       | -      | -        | -              | -        | -          | -      | -               | -           |
| 2006 | „Fe Fi (The Old Man Died)”          | 4       | -         | -       | -      | -         | -       | -      | -        | -              | -        | -          | 61     | -               | -           |
| 2007 | „Well-O-Wee” feat. Ro-Mania         | -       | -         | -       | -      | -         | -       | -      | -        | -              | -        | -          | -      | -               | -           |
| 2007 | „Anyway You Want Me”                | 8       | -         | -       | -      | -         | -       | -      | -        | -              | -        | -          | -      | -               | -           |
| 2007 | „Looking for a Star”                | 4       | -         | -       | -      | -         | -       | -      | -        | -              | -        | -          | -      | -               | -           |
| 2008 | „Railroad, Railroad” feat. Ro-Mania | -       | -         | -       | -      | -         | -       | -      | -        | -              | -        | -          | -      | -               | -           |
| 2008 | „Football Is Our Religion”          | 1       | -         | -       | -      | -         | -       | -      | -        | -              | -        | -          | -      | -               | -           |
| 2009 | „Devil's On The Loose”              | -       | -         | -       | -      | -         | -       | -      | -        | -              | -        | -          | -      | -               | -           |